# Делмар (Делавер)
Делмар (енгл. Delmar) град је у Округу Сасекс у америчкој савезној држави Делавер. По попису становништва из 2010. у њему је живело 1.597 становника

## Демографија
|                   | 2010.          | 2000.          |
| Укупно            | 1 597 (100,0%) | 1 407 (100,0%) |
| Белци             | 1 159 (72,57%) | 1 036 (73,63%) |
| Остали            | 327 (20,48%)   | 30 (2,132%)    |
| Хиспаноамериканци | 73 (4,571%)    | 30 (2,132%)    |
| Афроамериканци    | 27 (1,691%)    | 293 (20,82%)   |
| Азијати           | 11 (0,689%)    | 18 (1,279%)    |